# Сунчане птице
Сунчане птице (лат. Nectariniidae) породица су веома малених врапчарки
из Старог света, које обично имају надоле закривљене кљунове. Многе од њих су светлих боја, често са перјом дугиних боја, посебно код мужјака. Многе врсте имају посебно дуго репно перје. Распрострањене су у већем делу Африке до Средњег истока, јужне Азије, југоисточне Азије и јужне Кине,јужног-Јапана—Острва-Ријукју, до Индонезије, Нове Гвинеје и северне Аустралије. Највећа разноврснот врста се јавља у екваторијалним регионима.
Постоји 151 врста у 16 родова. Већина сунчаних птица се претежно храни нектаром, али такође лове инсекте и пауке, посебно када хране младунце. Цветове који спречавају приступ свом нектару услед облика (на пример, веома дуги и уски цветови) једноставно пробуше при дну медница, и кроз тај отвор птице сишу нектар. Воће је такође део исхране код неких врста. Лете брзо и директно зато што имају кратка крила.
Сунчане птице имају двојнике у две групе које су у врло далеком сродству: колибрије из Северне и Јужне Америке и медоједе из Аустралије. Сличности су настале због конвергентне еволуције, јер се сви они хране нектаром. Неке врсте сунчаних птица могу да лебде у ваздуху и сишу нектар, као колибрији, али обично то раде стојећи.

## Опис
Припадници ове породице варирају по величини од 5 грама тешког Nectarinia nectarinioides до 45 грама тешког Arachnothera flavigaster. Као и код колибрија, сунчане птице показују изражен полни диморфизам: мужјаци су обично упадљивих металних боја. Уз то, репови многих врста су дужни код мужјака него код женки, а мужјаци су и већи. Сунчане птице имају дуге, танке и према доле закривљене кљунове и цевасте језике са четкастим врхом, што су све адаптације за храњење нектаром. Припадници рода Arachnothera изгледају другачије од осталих припадника породице. Обично су већи од осталих сунчаних птица, са неупадљивим смеђим перјем код оба пола и дугим кљуновима закривљеним према доле.
Врсте сунчаних птица које живе на великим висинама ноћу падају у торпор, стање при којем снижавају телесну температуру и активност.
По метаболичком понашању су сличне са Андским колибрима. Врсте сунчаних птица које живе на високим алтитудама или латитудама прелазе у турпор током ноћи, чиме снижавају телесну температуру и улазе у стање ниске активности и респонсивности.

## Распрострањеност и станиште
Сунчане птице настањују тропске пределе Старог света, Африку, Азију и Аустралазију. У Африци углавном настањују субсахарску Африку и Мадагаскар, али такође и Египат. У Азији настањују обале Црвеног мора, северно до Израела; рупа у распрострањености појављује се до Ирана, одакле се континуирано појављују до јужне Кине и Индонезије. У Аустралазији се појављују на Новој Гвинеји, североисточној Аустралији и на Соломоновим Острвима. Не настањују океанска острва, осим Сејшела. Највише врста се може наћи у Африци, где су се вероватно и први пут појавиле. Већина врста су станарице или сезонске селице на кратке раздаљине. Сунчане птице се могу наћи посвуда у ареалу ове породице, док су припадници рода Arachnothera ограничени на Азију.
Сунчане птице настањују разнолика станишта, а већина настањује примарне кишне шуме; међутим, могу настањивати и многа друга станишта, као што су нарушене секундарне шуме, отворене шуме, отворене шикаре и саване, обалне шикаре и планинске шуме. Некеврсте су успеле да се прилагоде и урбанизованим подручјима, па се могу наћи на плантажама, у вртовима и слично. Многе врсте окупирају станишта на разним висинама, од нивоа мора до 4.900 m.

## Понашање
Сунчане птице су активне по дану и обично се појављују у паровима или маленим породичним групама, али неколико врста се понекада окупља у већим групама. Сунчане птице ће се придружити осталим птицама које терају неку грабљивицу, али такође и агресивно терају друге врсте са своје територије, чак и ако оне нису грабљивице.

### Размножавање
Сунчане птице које живе изван екваторијалних регија обично се размножавају сезонски, већином у влажној сезони. Током ове сезоне доступнији су инсекти, којима сунчане птице хране младе. Ако се неке врсте размножавају у сувој сезони, то је зато што је тада доступнија њихова омиљена биљна храна. Оне које настањују екваторијалне регије могу се размножавати током целе године. Обично су моногамне и често територијалне, али неколико врста је полигамно.
Гнезда сунчаних птица су обично у облику торбе, обешена за танке гране. Гнезда припадника рода Arachnothera су различита, и од сунчаних птица, а у неким случајевима и међу њима самима. Нека гнезда, као код Arachnothera longirostra, малене су исплетене шољице причвршћене за дно великог листа; гнездо врсте Arachnothera chrysogenys је слично причвршћено, али има облик дуге цеви. Гнезда припадника овог рода су неупадљива, за разлику од гнезда осталих сунчаних птица. Женка сама гради гнездо код већине врста. Може да снесе до четири јаја. Док женка сама гради гнездо и инкубира јаја, мужјак почиње да помаже у подизању младих након што се излегу. Код припадника рода Arachnothera оба пола помажу у инкубацији јаја. Гнезда сунчаних птица су честа мета паразитским птицама, као што су кукавице и медовође.

## Однос са људима
Ова породица је много бољe издржала људске активности у свом станишту, па је само седам врста у опасности од изумирања. Већина врста је релативно отпорна на промене у станишту, а уз то, иако су сунчане птице атрактивне, трговци кућним љубимцима их не лове, зато што лоше певају и што их је тешко одржати у животу. Сунчане птице се сматрају атрактивним птицама и радо улазе у вртове у којима је засађено цвеће које би их привукло. Постоји неколико негативних интеракција, нпр. врста Nectarinia senegalensis се сматра штеточином на плантажама какаоа, зато што шири имелу.

## Систематика
Фамилија садржи 145 врста подељених у 16 родова:
- Род [10] (понекад се сврстава у )
  - [11][12][13][14]
- Род [15] (понекад се сврстава у )
  - [16]
  -  — понекад се сврстава као [17]
- Род  (око 12 врста)
- Род  (понекад се сврстава у )
- Род
- Род  (понекад се сврстава у )
- Род  (понекад се сврстава у )
- Род  (понекад се сврстава у )
- Род  (понекад се сврстава у )
- Род  (понекад се сврстава у )
- Род  (понекад се сврстава у )
  -  — раније
- Род  (8 врста у строгом смислу)
  -  (понекад се сврстава у )
- Род  (понекад се сврстава у )
  -  — понекад се сврстава као 
  -  — понекад се сврстава као 
  -  — понекад се сврстава као 
  -  — понекад се сврстава као
- Род 
  -  — понекад се сврстава као 
  -  — понекад се сврстава као
- Род  (10—11 врста)